# Kommunalvalget i Aarhus Kommune 2009
Den 18. november 2009 blev afholdt kommunalvalg i Danmark, og dermed i Aarhus Kommune. 
Der var opstillet 206 kandidater fra 17 partier, af dem skulle vælges 31 til den nye kommunalbestyrelse. Resultatet blev således, at syv af partierne blev repræsenteret. Venstre mistede seks mandater og Radikale Venstre ét mandat, mens Socialistisk Folkeparti vandt tre mandater, Konservative Folkeparti to, Dansk Folkeparti og Socialdemokratiet hver ét mandat, mens Enhedslisten bevarede sit mandat. Fordelingen mellem rød og blå blok kom til at hedde 21 mandater til rød blok (A - 14, B - 1, F - 5, Ø - 1) mod 10 til blå (V - 5, C - 3, O - 2). Dermed kunne socialdemokraternes spidskandidat, Nicolai Wammen, fortsætte som borgmester. Han var samtidig den kandidat, der opnåede det klart højeste stemmetal og i øvrigt også landets højeste personlige stemmetal ved kommunalvalget i 2009.
Stemmeprocenten lå på 63,70 % for kommunen, hvilket betød at 155.178 af de 243.776 mulige stemmer blev afgivet.

## Valgte byrådsmedlemmer
De valgte er listet efter hvilket mandat de fik tildelt efter den d'hondtske metode.
| Parti | Parti                   | Navn                     | Personlige stemmer |
| ----- | ----------------------- | ------------------------ | ------------------ |
|       | Socialdemokratiet       | Nicolai Wammen           | 38.608             |
|       | Socialdemokratiet       | Jacob B. Johansen        | 1.657              |
|       | Venstre                 | Laura Hay                | 7.804              |
|       | Socialistisk Folkeparti | Dorthe Laustsen          | 4.369              |
|       | Socialdemokratiet       | Hüseyin Arac             | 1.262              |
|       | Konservative Folkeparti | Marc Perera Christensen  | 5.847              |
|       | Socialdemokratiet       | Kristian Würtz           | 1.082              |
|       | Socialistisk Folkeparti | Thomas Medom             | 993                |
|       | Venstre                 | Gert Bjerregaard         | 2.999              |
|       | Socialdemokratiet       | Tatiana Sørensen         | 986                |
|       | Socialdemokratiet       | Ango Winther             | 940                |
|       | Dansk Folkeparti        | Lars Skov                | 1.595              |
|       | Socialdemokratiet       | Hans Halvorsen           | 930                |
|       | Socialistisk Folkeparti | Jan Ravn Christensen     | 523                |
|       | Venstre                 | Kate Runge               | 1.332              |
|       | Radikale Venstre        | Rabih Azad-Ahmad         | 1.071              |
|       | Socialdemokratiet       | Peder Udengaard          | 796                |
|       | Konservative Folkeparti | Anne Mette Villadsen     | 867                |
|       | Socialdemokratiet       | Lotte Cederskjold        | 689                |
|       | Socialistisk Folkeparti | Claus Thomasbjerg        | 1.171              |
|       | Venstre                 | Henrik Vestergaard       | 906                |
|       | Socialdemokratiet       | Steen B. Andersen        | 578                |
|       | Socialdemokratiet       | Lone Nielsen             | 540                |
|       | Venstre                 | Bünyamin Simsek          | 737                |
|       | Enhedslisten            | Jette Jensen             | 1.345              |
|       | Socialistisk Folkeparti | Lone Norlander Smith     | 1.168              |
|       | Socialdemokratiet       | Aage Rais-Nordentoft     | 373                |
|       | Konservative Folkeparti | Niels Brøchner           | 634                |
|       | Socialdemokraterne      | Camilla Fabricius-Jensen | 366                |
|       | Socialdemokratiet       | Hanne Vinther            | 366                |
|       | Dansk Folkeparti        | Jette Skive              | 1.227              |

## Opstillede partier
Stemmefordelingen på listerne var som følger:
| Partibogstav | Partinavn                          | Spidskandidat             | Antal stemmer |
| ------------ | ---------------------------------- | ------------------------- | ------------- |
| A            | Socialdemokratiet                  | Nicolai Wammen            | 63.209        |
| B            | Radikale Venstre                   | Peter Thyssen             | 7.903         |
| C            | Konservative Folkeparti            | Marc Perera Christensen   | 13.633        |
| F            | Socialistisk Folkeparti            | Dorthe Laustsen           | 26.801        |
| I            | Liberal Alliance                   | Jens Vestergaard          | 568           |
| K            | Kristendemokraterne                | Poul Erik Egelund         | 621           |
| L            | Schiller Instituttets Venner       | Janus Kramer Møller       | 53            |
| M            | Civilt Forum                       | Ibrahim Gøkhan            | 476           |
| N            | Nihilistisk Folkeparti             | Dennis Christensen        | 247           |
| O            | Dansk Folkeparti                   | Lars Skov                 | 8.879         |
| P            | Liste P.I.K. Penge i Kommunekassen | Mikkel Thomsen Weihrauch  | 306           |
| R            | Kommunistisk Parti i Danmark       | Peter Just                | 208           |
| S            | Silver som Borgmester              | Flemming Silver Jørgensen | 76            |
| V            | Venstre                            | Gert Bjerregaard          | 24.352        |
| Æ            | Kærlighedsfolket                   | Knud Haugaard Sørensen    | 96            |
| Ø            | Enhedslisten                       | Jette Jensen              | 5.718         |
| Å            | Liste for Enkeltpersoner           | Andreas Halsteen Lemche   | 48            |